# Liste der bemannten Missionen zur Internationalen Raumstation
Dies ist eine chronologische Liste aller bemannten Missionen zur Internationalen Raumstation (ISS), einschließlich der nächsten geplanten Flüge. Besuche unbemannter Raumschiffe sind nicht enthalten. Die Mitglieder der ISS-Langzeitbesatzungen sind fett dargestellt. Die „Zeit angedockt“ bezieht sich auf das Raumschiff und stimmt nicht zwingend mit der Verweildauer der einzelnen Besatzungsmitglieder überein. Ab einer Dauer von einer Woche ist die Zeit auf ganze Tage abgerundet. Der Starttag ist jeweils in koordinierter Weltzeit (UTC) angegeben.
| Inhaltsverzeichnis: Abgeschlossene Missionen – laufende Missionen – geplante Missionen |
| 1998 – 1999 – 2000 – 2001 – 2002 – 2003 – 2004 – 2005 – 2006 – 2007 – 2008 – 2009 – 2010 – 2011 – 2012 – 2013 – 2014 – 2015 – 2016 – 2017 – 2018 – 2019 – 2020 – 2021 – 2022 – 2023 – 2024 – 2025 – 2026 |

| Mission | Besatzung (Hinflug) | Foto der Besatzung                                                                        | Emblem                   | Anmerkungen |
| Abgeschlossene Missionen | Abgeschlossene Missionen | Abgeschlossene Missionen                                                                  | Abgeschlossene Missionen | Abgeschlossene Missionen |
| --- | --- | ----------------------------------------------------------------------------------------- | ------------------------ | --- |
| 1 STS-88 Space Shuttle Endeavour Start: 4. Dezember 1998 Zeit angedockt: 6 Tage 18 Stunden                                                                                  | Robert Cabana (CDR) Frederick Sturckow (P) Nancy Currie (MS) Sergei Krikaljow (MS) James Newman (MS) Jerry Ross (MS)                                                |                                                                                           |                          | - Anbau des Unity-Moduls - 3 Ausstiege in den Weltraum |
| 2 STS-96 Space Shuttle Discovery Start: 27. Mai 1999 Zeit angedockt: 5 Tage 18 Stunden                                                                                      | Kent Rominger (CDR) Rick Husband (P) Daniel Barry (MS) Tamara Jernigan (MS) Ellen Ochoa (MS) Julie Payette (MS) – CSA Waleri Tokarew (MS)                           |                                                                                           |                          | - 1 Ausstieg in den Weltraum |
| 3 STS-101 Space Shuttle Atlantis Start: 19. Mai 2000 Zeit angedockt: 5 Tage 18 Stunden                                                                                      | James Halsell (CDR) Scott Horowitz (P) Susan Helms (MS) Juri Ussatschow (MS) James Voss (MS) Mary Weber (MS) Jeffrey Williams (MS)                                  |                                                                                           |                          | - Orbit um ca. 30 km angehoben - 1 Ausstieg in den Weltraum |
| 4 STS-106 Space Shuttle Atlantis Start: 8. September 2000 Zeit angedockt: 7 Tage                                                                                            | Terrence Wilcutt (CDR) Scott Altman (P) Daniel Burbank (MS) Ed Lu (MS) Juri Malentschenko (MS) Richard Mastracchio (MS) Boris Morukow (MS)                          |                                                                                           |                          | - 1 Ausstieg in den Weltraum |
| 5 STS-92 Space Shuttle Discovery Start: 11. Oktober 2000 Zeit angedockt: 6 Tage 21 Stunden                                                                                  | Brian Duffy (CDR) Pamela Melroy (P) Leroy Chiao (MS) Michael López-Alegría (MS) William McArthur (MS) Koichi Wakata (MS) – JAXA Peter Wisoff (MS)                   |                                                                                           |                          | - Anbau der Integrated Truss Structure Z1 - 4 Ausstiege in den Weltraum |
| 6 Sojus TM-31 Start: 31. Oktober 2000 Zeit angedockt: 184 Tage | Juri Gidsenko (K) William Shepherd (BI) Sergei Krikaljow (BI) |                                                                                           |                          | - Ankunft der Expedition 1 |
| 7 STS-97 Space Shuttle Endeavour Start: 30. November 2000 Zeit angedockt: 6 Tage 23 Stunden                                                                                 | Brent Jett (CDR) Michael Bloomfield (P) Marc Garneau (MS) – CSA Carlos Noriega (MS) Joseph Tanner (MS)                                                              |                                                                                           |                          | - Anbau der Integrated Truss Structure P6 (Solarzellen) - 3 Ausstiege in den Weltraum |
| 8 STS-98 Space Shuttle Atlantis Start: 7. Februar 2001 Zeit angedockt: 6 Tage 21 Stunden                                                                                    | Kenneth Cockrell (CDR) Mark Polansky (P) Robert Curbeam (MS) Marsha Ivins (MS) Thomas Jones (MS)                                                                    |                                                                                           |                          | - Anbau des Destiny-Laboratoriums - 3 Ausstiege in den Weltraum |
| 9 STS-102 Space Shuttle Discovery Start: 8. März 2001 Zeit angedockt: 8 Tage                                                                                                | Jim Wetherbee (CDR) Jim Kelly (P) Paul Richards (MS) Andrew Thomas (MS) Juri Ussatschow (ISS CDR) Susan Helms (ISS BI) James Voss (ISS BI)                          |                                                                                           |                          | - Ankunft mit Expedition 2 - nutzte das Multi-Purpose Logistics Module - 2 Ausstiege in den Weltraum - Rückkehr mit Expedition 1 |
| 10 STS-100 Space Shuttle Endeavour Start: 19. April 2001 Zeit angedockt: 8 Tage                                                                                             | Kent Rominger (CDR) Jeff Ashby (P) Umberto Guidoni (MS) – ESA Chris Hadfield (MS) – CSA Juri Lontschakow (MS) John Phillips (MS) Scott Parazynski (MS)              |                                                                                           |                          | - nutzte das Multi-Purpose Logistics Module - Installation des Canadarm2 - 2 Ausstiege in den Weltraum - erster Europäer und ESA-Mitglied auf einer ISS-Mission                                                                                          |
| 11 Sojus TM-32 Start: 28. April 2001 Zeit angedockt: 183 Tage | Talghat Mussabajew (K) Juri Baturin (BI) Dennis Tito – (Weltraumtourist)                                                                                            |                                                                                           |                          | - Die drei Raumfahrer kehrten eine Woche später mit Sojus TM-31 zurück. |
| 12 STS-104 Space Shuttle Atlantis Start: 12. Juli 2001 Zeit angedockt: 8 Tage                                                                                               | Steven Lindsey (CDR) Charles Hobaugh (P) Michael Gernhardt (MS) Janet Kavandi (MS) James Reilly (MS)                                                                |                                                                                           |                          | - Anbau des Quest-Moduls - 3 Ausstiege in den Weltraum |
| 13 STS-105 Space Shuttle Discovery Start: 10. August 2001 Zeit angedockt: 9 Tage                                                                                            | Scott Horowitz (CDR) Frederick Sturckow (P) Daniel Barry (MS) Patrick Forrester (MS) Frank Culbertson (ISS CDR) Wladimir Deschurow (ISS BI) Michail Tjurin (ISS BI) |                                                                                           |                          | - Ankunft mit Expedition 3 - nutzte das Multi-Purpose Logistics Module - 2 Ausstiege in den Weltraum - Rückkehr mit Expedition 2 |
| 14 Sojus TM-33 Start: 21. Oktober 2001 Zeit angedockt: 193 Tage | Wiktor Afanasjew (K) Claudie Haigneré (BI) – ESA Konstantin Kosejew                                                                                                 |                                                                                           |                          | - Die drei Raumfahrer kehrten eine Woche später mit Sojus TM-32 zurück. |
| 15 STS-108 Space Shuttle Endeavour Start: 5. Dezember 2001 Zeit angedockt: 7 Tage                                                                                           | Dominic Gorie CDR Mark Kelly (P) Linda Godwin (MS) Daniel Tani (MS) Juri Onufrijenko (ISS CDR) Daniel Bursch (ISS BI) Carl Walz (ISS BI)                            |                                                                                           |                          | - Ankunft mit Expedition 4 - nutzte das Multi-Purpose Logistics Module - 1 Ausstieg in den Weltraum - Rückkehr mit Expedition 3 |
| 16 STS-110 Space Shuttle Atlantis Start: 8. April 2002 Zeit angedockt: 7 Tage                                                                                               | Michael Bloomfield (K) Stephen Frick (P) Lee Morin (MS) Ellen Ochoa (MS) Jerry Ross (MS) Steven Smith (MS) Rex Walheim (MS)                                         |                                                                                           |                          | - Anbau der Integrated Truss Structure S0 - 4 Ausstiege in den Weltraum |
| 17 Sojus TM-34 Start: 25. April 2002 Zeit angedockt: 196 Tage | Juri Gidsenko (K) Roberto Vittori (BI) – ESA Mark Shuttleworth (Weltraumtourist)                                                                                    |                                                                                           |                          | - Die drei Raumfahrer kehrten acht Tage später mit Sojus TM-33 zurück. |
| 18 STS-111 Space Shuttle Endeavour Start: 5. Juni 2002 Zeit angedockt: 7 Tage                                                                                               | Kenneth Cockrell (K) Paul Lockhart (P) Franklin Chang-Díaz (MS) Philippe Perrin (MS) – CNES Waleri Korsun Sergei Treschtschow Peggy Whitson                         |                                                                                           |                          | - Ankunft mit Expedition 5 - nutzte das Multi-Purpose Logistics Module - Anbau des Mobile Base System - 1 Ausstieg in den Weltraum - Rückkehr mit Expedition 4                                                                                           |
| 19 STS-112 Space Shuttle Atlantis Start: 7. Oktober 2002 Zeit angedockt: 6 Tage 21 Stunden                                                                                  | Jeff Ashby (K) Pamela Melroy (P) Fjodor Jurtschichin (MS) Sandra Magnus (MS) Piers Sellers (MS) David Wolf (MS)                                                     |                                                                                           |                          | - Anbau der Integrated Truss Structure S1 - 3 Ausstiege in den Weltraum |
| 20 Sojus TMA-1 Start: 30. Oktober 2002 Zeit angedockt: 183 Tage | Sergej Saljotin (K) Frank De Winne (BI) – ESA Juri Lontschakow (BI)                                                                                                 |                                                                                           |                          | - Die drei Raumfahrer kehrten eine Woche später mit Sojus TM-34 zurück. |
| 21 STS-113 Space Shuttle Endeavour Start: 24. November 2002 Zeit angedockt: 6 Tage 22 Stunden                                                                               | Jim Wetherbee (CDR) Paul Lockhart (P) John Herrington (MS) Michael López-Alegría (MS) Ken Bowersox (ISS CDR) Nikolai Budarin (ISS BI) Donald Pettit (ISS BI)        |                                                                                           |                          | - Ankunft mit Expedition 6 - Anbau der Integrated Truss Structure P1 - 3 Ausstiege in den Weltraum - Rückkehr mit Expedition 5 |
| Space Shuttle Columbia stürzte am 1. Februar 2003 ab, deshalb blieb die Shuttle-Flotte bis Juli 2005 am Boden. Von 2003 bis 2005 erfolgte kein weiterer Ausbau der Station. | |                                                                                           |                          | |
| 22 Sojus TMA-2 Start: 28. April 2003 Zeit angedockt: 182 Tage | Juri Malentschenko (K) Ed Lu (BI) |                                                                                           |                          | - Ankunft der Expedition 7 - Rückkehr der Expedition 6 einige Tage später mit Sojus TMA-1 |
| 23 Sojus TMA-3 Start: 18. Oktober 2003 Zeit angedockt: 192 Tage | Michael Foale (K) Alexander Kaleri (BI) Pedro Duque (MS) – ESA |                                                                                           |                          | - Ankunft der Expedition 8 mit Duque - Rückkehr der Expedition 7 einige Tage später mit Duque und Sojus TMA-2 |
| 24 Sojus TMA-4 Start: 19. April 2004 Zeit angedockt: 185 Tage | Gennadi Padalka (K) Michael Fincke (BI) André Kuipers (MS) – ESA |                                                                                           |                          | - Ankunft der Expedition 9 mit Kuipers - Rückkehr der Expedition 8 neun Tage später mit Kuipers und Sojus TMA-3 |
| 25 Sojus TMA-5 Start: 14. Oktober 2004 Zeit angedockt: 190 Tage | Leroy Chiao (K) Salischan Scharipow (BI) Juri Schargin (MS) |                                                                                           |                          | - Ankunft der Expedition 10 mit Schargin - Rückkehr der Expedition 9 einige Tage später mit Schargin und Sojus TMA-4 |
| 26 Sojus TMA-6 Start: 15. April 2005 Zeit angedockt: 176 Tage | Sergei Krikaljow (K) John Phillips (BI) Roberto Vittori (MS) – ESA                                                                                                  |                                                                                           |                          | - Ankunft der Expedition 11 mit Vittori - Rückkehr der Expedition 10 einige Tage später mit Vittori und Sojus TMA-5 |
| 27 STS-114 Space Shuttle Discovery Start: 26. Juli 2005 Zeit angedockt: 7 Tage                                                                                              | Eileen Collins (CDR) James Kelly (Pilot) Charles Camarda (MS) Wendy Lawrence (MS) Noguchi Sōichi (MS) – JAXA Stephen Robinson (MS) Andrew Thomas (MS)               |                                                                                           |                          | - „Return-to-flight“-Mission - nutzte das Multi-Purpose Logistics Module - 3 Ausstiege in den Weltraum |
| 28 Sojus TMA-7 Start: 1. Oktober 2005 Zeit angedockt: 187 Tage | Waleri Tokarew (K) William McArthur (BI) Gregory Olsen (Weltraumtourist)                                                                                            |                                                                                           |                          | - Ankunft der Expedition 12 mit Olsen - Rückkehr der Expedition 11 zehn Tage später mit Olsen und Sojus TMA-6 |
| 29 Sojus TMA-8 Start: 30. März 2006 Zeit angedockt: 180 Tage | Pawel Winogradow (K) Jeffrey Williams (BI) Marcos Pontes (BI) |                                                                                           |                          | - Ankunft der Expedition 13 mit Pontes - Rückkehr der Expedition 12 zehn Tage später mit Pontes und Sojus TMA-7 |
| 30 STS-121 Space Shuttle Discovery Start: 4. Juli 2006 Zeit angedockt: 8 Tage                                                                                               | Steven Lindsey (CDR) Mark Kelly (Pilot) Michael Fossum (MS) Piers Sellers (MS) Lisa Nowak (MS) Stephanie Wilson (MS) Thomas Reiter (ISS BI)                         |                                                                                           |                          | - „Return to flight“-Mission - nutzte das Multi-Purpose Logistics Module - 3 Ausstiege in den Weltraum - Ankunft von Thomas Reiter, dem ersten ESA-Mitglied einer ISS-Stammbesatzung (Expedition 13) - Entwicklung einer neuen Astronautennahrung        |
| 31 STS-115 Space Shuttle Atlantis Start: 9. September 2006 Zeit angedockt: 6 Tage 2 Stunden                                                                                 | Brent Jett (CDR) Christopher Ferguson (Pilot) Steven MacLean (MS) Daniel Burbank (MS) Joseph Tanner (MS) Heidemarie Stefanyshyn-Piper (MS)                          |                                                                                           |                          | - Anbau der Integrated Truss Structure P3/P4 (Solarzellen) - 3 Ausstiege in den Weltraum - erste ISS-Ausbaumission seit STS-113 im November 2002 |
| 32 Sojus TMA-9 Start: 18. September 2006 Zeit angedockt: 213 Tage | Michail Tjurin (K) Michael López-Alegría (BI) / Anousheh Ansari (Weltraumtouristin)                                                                                 |                                                                                           |                          | - Ankunft der Expedition 14 mit Ansari - Rückkehr der Expedition 13 neun Tage später mit Ansari und Sojus TMA-8 |
| 33 STS-116 Space Shuttle Discovery Start: 10. Dezember 2006 Zeit angedockt: 7 Tage                                                                                          | Mark Polansky (CDR) William Oefelein (Pilot) Robert Curbeam (MS) Nicholas Patrick (MS) Joan Higginbotham (MS) Christer Fuglesang (MS) Sunita Williams (ISS BI)      |                                                                                           |                          | - Anbau der Integrated Truss Structure P5 - 4 Ausstiege in den Weltraum - Ankunft von Sunita Williams - Rückkehr von Thomas Reiter |
| 34 Sojus TMA-10 Start: 7. April 2007 Zeit angedockt: 194 Tage | Oleg Kotow (K) Fjodor Jurtschichin (BI) / Charles Simonyi (Weltraumtourist)                                                                                         |                                                                                           |                          | - Ankunft der Expedition 15 mit Simonyi - Rückkehr der Expedition 14 elf Tage später mit Simonyi und Sojus TMA-9 |
| 35 STS-117 Space Shuttle Atlantis Start: 8. Juni 2007 Zeit angedockt: 8 Tage                                                                                                | Frederick Sturckow (CDR) Lee Archambault (Pilot) James Reilly (MS) John Olivas (MS) Patrick Forrester (MS) Steven Swanson (MS) Clayton Anderson (ISS BI)            |                                                                                           |                          | - Anbau der Integrated Truss Structure S3/S4 (Solarzellen) - 4 Ausstiege in den Weltraum - Ankunft von Clayton Anderson - Rückkehr von Sunita Williams                                                                                                   |
| 36 STS-118 Space Shuttle Endeavour Start: 8. August 2007 Zeit angedockt: 8 Tage                                                                                             | Scott Kelly (CDR) Charles Hobaugh (Pilot) Tracy Caldwell Dyson (MS) Alvin Drew (MS) Richard Mastracchio (MS) Barbara Morgan (MS) Dafydd Williams (MS)               |                                                                                           |                          | - Anbau der Integrated Truss Structure S5 - Anbau einer weiteren External Stowage Platform (ESP-3) - 4 Ausstiege in den Weltraum |
| 37 Sojus TMA-11 Start: 10. Oktober 2007 Zeit angedockt: 189 Tage | Juri Malentschenko (K) Peggy Whitson (BI) Sheikh Muszaphar Shukor (BI)                                                                                              |                                                                                           |                          | - Ankunft der Expedition 16 mit Shukor - Rückkehr der Expedition 15 elf Tage später mit Shukor und Sojus TMA-10 |
| 38 STS-120 Space Shuttle Discovery Start: 23. Oktober 2007 Zeit angedockt: 10 Tage                                                                                          | Pamela Melroy (CDR) George Zamka (Pilot) Scott Parazynski (MS) Stephanie Wilson (MS) Douglas Wheelock (MS) Paolo Nespoli (MS) Daniel Tani (ISS BI)                  |                                                                                           |                          | - Anbau des Verbindungsknotens Harmony - Umsetzen des Solarzellenmoduls Integrated Truss Structure P6 - 4 Ausstiege in den Weltraum - Ankunft von Daniel Tani - Rückkehr von Clayton Anderson                                                            |
| 39 STS-122 Space Shuttle Atlantis Start: 7. Februar 2008 Zeit angedockt: 8 Tage                                                                                             | Stephen Frick (CDR) Alan Poindexter (Pilot) Stanley Love (MS) Rex Walheim (MS) Leland Melvin (MS) Hans Schlegel (MS) Léopold Eyharts (ISS BI)                       |                                                                                           |                          | - Anbau des europäischen Labormoduls Columbus - 3 Ausstiege in den Weltraum - Ankunft von Léopold Eyharts - Rückkehr von Daniel Tani |
| 40 STS-123 Space Shuttle Endeavour Start: 11. März 2008 Zeit angedockt: 11 Tage                                                                                             | Dominic Gorie (CDR) Gregory H. Johnson (Pilot) Robert Behnken (MS) Michael Foreman (MS) Richard Linnehan (MS) Takao Doi (MS) Garrett Reisman (ISS BI)               |                                                                                           |                          | - Anbau des japanischen Labormoduls Kibō – ELM-PS - Anbau der kanadischen Roboterhand Dextre - 5 Ausstiege in den Weltraum - Ankunft von Garrett Reisman - Rückkehr von Léopold Eyharts                                                                  |
| 41 Sojus TMA-12 Start: 8. April 2008 Zeit angedockt: 196 Tage | Sergei Wolkow (K) Oleg Kononenko (BI) Yi So-yeon (BI) |                                                                                           |                          | - Ankunft der Expedition 17 mit Yi - Rückkehr der Expedition 16 elf Tage später mit Yi und Sojus TMA-11 |
| 42 STS-124 Space Shuttle Discovery Start: 31. Mai 2008 Zeit angedockt: 8 Tage                                                                                               | Mark Kelly (CDR) Kenneth Ham (Pilot) Karen Nyberg (MS) Ronald Garan (MS) Michael Fossum (MS) Akihiko Hoshide (MS) Gregory Chamitoff (ISS BI)                        |                                                                                           |                          | - Anbau des japanischen Labormoduls Kibō – JEM-PM - Anbau des japanischen Roboterarms - 3 Ausstiege in den Weltraum - Ankunft von Gregory Chamitoff - Rückkehr von Garrett Reisman                                                                       |
| 43 Sojus TMA-13 Start: 12. Oktober 2008 Zeit angedockt: 175 Tage | Juri Lontschakow (K) Michael Fincke (BI) / Richard Garriott (Weltraumtourist)                                                                                       |                                                                                           |                          | - Ankunft der Expedition 18 mit Garriott - Rückkehr der Expedition 17 elf Tage später mit Garriott und Sojus TMA-12 |
| 44 STS-126 Space Shuttle Endeavour Start: 15. November 2008 Zeit angedockt: 11 Tage                                                                                         | Christopher Ferguson (CDR) Eric Boe (Pilot) Stephen Bowen (MS) Heidemarie Stefanyshyn-Piper (MS) Donald Pettit (MS) Shane Kimbrough (MS) Sandra Magnus (ISS BI)     |                                                                                           |                          | - nutzte das Multi-Purpose Logistics Module Leonardo - Lieferung von Einrichtungs- und Verbrauchsmaterial - 4 Ausstiege in den Weltraum - Reparatur des Steuerbord-Solar Alpha Rotary Joint - Ankunft von Sandra Magnus - Rückkehr von Gregory Chamitoff |
| 45 STS-119 Space Shuttle Discovery Start: 15. März 2009 Zeit angedockt: 9 Tage                                                                                              | Lee Archambault (CDR) Dominic Antonelli (Pilot) Joseph Acaba (MS) Richard Arnold (MS) John Phillips (MS) Steven Swanson (MS) Kōichi Wakata (ISS BI)                 |                                                                                           |                          | - Anbau und Ausfahren der Solarzellen des S6-Segments - 3 Ausstiege in den Weltraum - Ankunft von Kōichi Wakata - Rückkehr von Sandra Magnus |
| 46 Sojus TMA-14 Start: 26. März 2009 Zeit angedockt: 196 Tage | Gennadi Padalka (K) Michael Barratt (BI) / Charles Simonyi (Weltraumtourist)                                                                                        |                                                                                           |                          | - Ankunft von zwei Mitgliedern der Expeditionen 19 und 20 mit Simonyi - Rückkehr der Expedition 18 elf Tage später mit Simonyi und Sojus TMA-13 |
| 47 Sojus TMA-15 Start: 27. Mai 2009 Zeit angedockt: 185 Tage | Roman Romanenko (K) Frank De Winne (BI) Robert Brent Thirsk (BI) |                                                                                           |                          | - Ankunft von drei Mitgliedern der Expeditionen 20 und 21 |
| 48 STS-127 Space Shuttle Endeavour Start: 15. Juli 2009 Zeit angedockt: 10 Tage                                                                                             | Mark Polansky (CDR) Douglas Hurley (Pilot) Chris Cassidy (MS) Thomas Marshburn (MS) David Wolf (MS) Julie Payette (MS) Timothy Kopra (ISS BI)                       |                                                                                           |                          | - Ankunft von Timothy Kopra - 5 Ausstiege in den Weltraum - Rückkehr von Kōichi Wakata |
| 49 STS-128 Space Shuttle Discovery Start: 29. August 2009 Zeit angedockt: 8 Tage                                                                                            | Frederick Sturckow (CDR) Kevin Ford (Pilot) John Olivas (MS) Patrick Forrester (MS) José Hernández (MS) Christer Fuglesang (MS) Nicole Stott (ISS BI)               |                                                                                           |                          | - Ankunft von Nicole Stott - 3 Ausstiege in den Weltraum - Rückkehr von Timothy Kopra |
| 50 Sojus TMA-16 Start: 30. September 2009 Zeit angedockt: 166 Tage | Maxim Surajew (K) Jeffrey Williams (BI) Guy Laliberté (Weltraumtourist)                                                                                             |                                                                                           |                          | - Ankunft von Laliberté und zwei Mitgliedern der Expeditionen 21 und 22 |
| 51 STS-129 Space Shuttle Atlantis Start: 16. November 2009 Zeit angedockt: 6 Tage 17 Stunden                                                                                | Charlie Hobaugh (CDR) Barry Wilmore (Pilot) Robert Satcher (MS) Michael Foreman (MS) Randolph Bresnik (MS) Leland Melvin (MS)                                       |                                                                                           |                          | - EXPRESS Logistics Carrier 1+2 - 3 Ausstiege in den Weltraum - Rückkehr von Nicole Stott |
| 52 Sojus TMA-17 Start: 20. Dezember 2009 Zeit angedockt: 161 Tage | Oleg Kotow (K) Timothy Creamer (BI) Sōichi Noguchi (BI) |                                                                                           |                          | - Ankunft von drei Mitgliedern der Expeditionen 22 und 23 |
| 53 STS-130 Space Shuttle Endeavour Start: 8. Februar 2010 Zeit angedockt: 9 Tage                                                                                            | George Zamka (CDR) Terry Virts (Pilot) Robert Behnken (MS) Kathryn Hire (MS) Nicholas Patrick (MS) Stephen Robinson (MS)                                            |                                                                                           |                          | - Tranquility und Cupola |
| 54 Sojus TMA-18 Start: 2. April 2010 Zeit angedockt: 173 Tage | Alexander Skworzow (K) Tracy Caldwell Dyson (BI) Michail Kornijenko (BI)                                                                                            |                                                                                           |                          | - Ankunft von drei Mitgliedern der Expeditionen 23 und 24 |
| 55 STS-131 Space Shuttle Discovery Start: 5. April 2010 Zeit angedockt: 10 Tage                                                                                             | Alan Poindexter (CDR) James Dutton (P) Rick Mastracchio (MS) Clayton Anderson (MS) Dorothy Metcalf-Lindenburger (MS) Stephanie Wilson (MS) Naoko Yamazaki (MS)      |                                                                                           |                          | - nutzte das Multi-Purpose Logistics Module Leonardo - nutzte den LMC-Träger - Lieferung des Ammoniaktanks - 3 Ausstiege in den Weltraum |
| 56 STS-132 Space Shuttle Atlantis Start: 14. Mai 2010 Zeit angedockt: 7 Tage                                                                                                | Kenneth Ham (CDR) Tony Antonelli (P) Michael Good (MS) Piers Sellers (MS) Stephen Bowen (MS) Garrett Reisman (MS)                                                   |                                                                                           |                          | - Rasswet Mini-Research Module 1 - Integrated Cargo Carrier-Vertical Light Deployable (ICC-VLD) - 3 Ausstiege in den Weltraum |
| 57 Sojus TMA-19 Start: 15. Juni 2010 Zeit angedockt: 161 Tage | Fjodor Jurtschichin (K) Shannon Walker (BI) Douglas Wheelock (BI)                                                                                                   |                                                                                           |                          | - Ankunft von drei Mitgliedern der Expeditionen 24 und 25 |
| 58 Sojus TMA-01M Start: 7. Oktober 2010 Zeit angedockt: 157 Tage | Alexander Kaleri (K) Oleg Skripotschka (BI) Scott Kelly (BI) |                                                                                           |                          | - Ankunft von drei Mitgliedern der Expeditionen 25 und 26 |
| 59 Sojus TMA-20 Start: 15. Dezember 2010 Zeit angedockt: 157 Tage | Dmitri Kondratjew (K) Catherine Coleman (BI) Paolo Nespoli (BI) |                                                                                           |                          | - Ankunft von drei Mitgliedern der Expeditionen 26 und 27 |
| 60 STS-133 Space Shuttle Discovery Start: 24. Februar 2011 Zeit angedockt: 8 Tage                                                                                           | Steven Lindsey (CDR) Eric Boe (P) Stephen Bowen (MS) Alvin Drew (MS) Michael Barratt (MS) Nicole Stott (MS)                                                         |                                                                                           |                          | - EXPRESS Logistics Carrier 4 - Permanent Multi-Purpose Module Leonardo - Robonaut 2 - 2 Ausstiege in den Weltraum - letzte Mission der Discovery |
| 61 Sojus TMA-21 Start: 4. April 2011 Zeit angedockt: 162 Tage | Alexander Samokutajew (K) Andrei Borissenko (BI) Ronald Garan (BI)                                                                                                  |                                                                                           |                          | - Ankunft von drei Mitgliedern der Expeditionen 27 und 28 |
| 62 STS-134 Space Shuttle Endeavour Start: 16. Mai 2011 Zeit angedockt: 11 Tage                                                                                              | Mark Kelly (CDR) Gregory H. Johnson (P) Michael Fincke (MS) Greg Chamitoff (MS) Andrew Feustel (MS) Roberto Vittori (MS)                                            |                                                                                           |                          | - Alpha-Magnet-Spektrometer - EXPRESS Logistics Carrier 3 - letzte Mission der Endeavour |
| 63 Sojus TMA-02M Start: 7. Juni 2011 Zeit angedockt: 165 Tage | Sergei Wolkow (K) Michael Fossum (BI) Satoshi Furukawa (BI) |                                                                                           |                          | - Ankunft von drei Mitgliedern der Expeditionen 28 und 29 |
| 64 STS-135 Space Shuttle Atlantis Start: 8. Juli 2011 Zeit angedockt: 8 Tage                                                                                                | Christopher Ferguson (CDR) Douglas Hurley (P) Sandra Magnus (MS) Rex Walheim (MS)                                                                                   |                                                                                           |                          | - MPLM Raffaello - LMC - letzte Mission der Atlantis - letzte Mission eines Space Shuttles |
| 65 Sojus TMA-22 Start: 14. November 2011 Zeit angedockt: 163 Tage | Anton Schkaplerow (K) Anatoli Iwanischin (BI) Dan Burbank (BI) |                                                                                           |                          | - Ankunft von drei Mitgliedern der Expeditionen 29 und 30 |
| 66 Sojus TMA-03M Start: 21. Dezember 2011 Zeit angedockt: 190 Tage | Oleg Kononenko (K) Donald Pettit (BI) André Kuipers (BI) |                                                                                           |                          | - Ankunft von drei Mitgliedern der Expeditionen 30 und 31 |
| 67 Sojus TMA-04M Start: 15. Mai 2012 Zeit angedockt: 122 Tage | Gennadi Padalka (K) Sergei Rewin (BI) Joe Acaba (BI) |                                                                                           |                          | - Ankunft von drei Mitgliedern der Expeditionen 31 und 32 |
| 68 Sojus TMA-05M Start: 15. Juli 2012 Zeit angedockt: 124 Tage | Juri Malentschenko (K) Sunita Lyn Williams (BI) Akihiko Hoshide (BI)                                                                                                |                                                                                           |                          | - Ankunft von drei Mitgliedern der Expeditionen 32 und 33 |
| 69 Sojus TMA-06M Start: 23. Oktober 2012 Zeit angedockt: 141 Tage | Oleg Nowizki (K) Jewgeni Tarelkin (BI) Kevin Ford (BI) |                                                                                           |                          | - Ankunft von drei Mitgliedern der Expeditionen 33 und 34 |
| 70 Sojus TMA-07M Start: 19. Dezember 2012 Zeit angedockt: 143 Tage | Roman Romanenko (K) Chris Hadfield (BI) Tom Marshburn (BI) |                                                                                           |                          | - Ankunft von drei Mitgliedern der Expeditionen 34 und 35 |
| 71 Sojus TMA-08M Start: 28. März 2013 Zeit angedockt: 165 Tage | Pawel Winogradow (K) Alexander Missurkin (BI) Chris Cassidy (BI) |                                                                                           |                          | - Ankunft von drei Mitgliedern der Expeditionen 35 und 36 |
| 72 Sojus TMA-09M Start: 28. Mai 2013 Zeit angedockt: 165 Tage | Fjodor Jurtschichin (K) Karen Nyberg (BI) Luca Parmitano (BI) |                                                                                           |                          | - Ankunft von drei Mitgliedern der Expeditionen 36 und 37 |
| 73 Sojus TMA-10M Start: 25. September 2013 Zeit angedockt: 165 Tage | Oleg Kotow (K) Sergei Rjasanski (BI) Michael Hopkins (BI) |                                                                                           |                          | - Ankunft von drei Mitgliedern der Expeditionen 37 und 38 |
| 74 Sojus TMA-11M Start: 7. November 2013 Zeit angedockt: 187 Tage | Michail Tjurin (K) Richard Mastracchio (BI) Kōichi Wakata (BI) |                                                                                           |                          | - Ankunft von drei Mitgliedern der Expeditionen 38 und 39 |
| 75 Sojus TMA-12M Start: 25. März 2014 Zeit angedockt: 166 Tage | Alexander Skworzow (K) Oleg Artemjew (BI) Steven Swanson (BI) |                                                                                           |                          | - Ankunft von drei Mitgliedern der Expeditionen 39 und 40 |
| 76 Sojus TMA-13M Start: 28. Mai 2014 Zeit angedockt: 164 Tage | Maxim Surajew (K) Reid Wiseman (BI) Alexander Gerst (BI) |                                                                                           |                          | - Ankunft von drei Mitgliedern der Expeditionen 40 und 41 |
| 77 Sojus TMA-14M Start: 25. September 2014 Zeit angedockt: 166 Tage | Alexander Samokutjajew (K) Jelena Serowa (BI) Barry Wilmore (BI) |                                                                                           |                          | - Ankunft von drei Mitgliedern der Expeditionen 41 und 42 |
| 78 Sojus TMA-15M Start: 23. November 2014 Zeit angedockt: 199 Tage | Anton Schkaplerow (K) Samantha Cristoforetti (BI) Terry Virts (BI)                                                                                                  |                                                                                           |                          | - Ankunft von drei Mitgliedern der Expeditionen 42 und 43 |
| 79 Sojus TMA-16M Start: 27. März 2015 Zeit angedockt: 167 Tage | Michail Kornijenko (BI) Gennadi Padalka (K) Scott Kelly (BI) |                                                                                           |                          | - Ankunft von einem Mitglied der Expeditionen 43 und 44 sowie zwei Mitgliedern der Expeditionen 43 bis 46 |
| 80 Sojus TMA-17M Start: 22. Juli 2015 Zeit angedockt: 141 Tage | Kjell Lindgren (BI) Oleg Kononenko (K) Kimiya Yui (BI) |                                                                                           |                          | - Ankunft von drei Mitgliedern der Expeditionen 44 und 45 |
| 81 Sojus TMA-18M Start: 2. September 2015 Zeit angedockt: 179 Tage | Sergei Wolkow (K) Aidyn Aimbetow (BI) Andreas Mogensen (BI) |                                                                                           |                          | - Ankunft eines Mitglieds der Expeditionen 45 und 46 |
| 82 Sojus TMA-19M Start: 15. Dezember 2015 Zeit angedockt: 185 Tage | Juri Malentschenko (K) Timothy Kopra (BI) Timothy Peake (BI) |                                                                                           |                          | - Ankunft von drei Mitgliedern der Expeditionen 46 und 47 |
| 83 Sojus TMA-20M Start: 18. März 2016 Zeit angedockt: 171 Tage | Alexei Owtschinin (K) Oleg Skripotschka (BI) Jeffrey N. Williams (BI)                                                                                               |                                                                                           |                          | - Ankunft von drei Mitgliedern der Expeditionen 47 und 48 |
| 84 Sojus MS-01 Start: 7. Juli 2016 Zeit angedockt: 112 Tage | Anatoli Iwanischin (K) Takuya Ōnishi (BI) Kathleen Rubins (BI) |                                                                                           |                          | - Ankunft von drei Mitgliedern der Expeditionen 48 und 49 |
| 85 Sojus MS-02 Start: 19. Oktober 2016 Zeit angedockt: 170 Tage | Sergei Ryschikow (K) Andrei Borissenko (BI) Shane Kimbrough (BI) |                                                                                           |                          | - Ankunft von drei Mitgliedern der Expeditionen 49 und 50 |
| 86 Sojus MS-03 Start: 17. November 2016 Zeit angedockt: 196 Tage | Oleg Nowizki (K) Thomas Pesquet (BI) Peggy Whitson (BI) |                                                                                           |                          | - Ankunft von drei Mitgliedern der Expeditionen 50 und 51 |
| 87 Sojus MS-04 Start: 20. April 2017 Zeit angedockt: 135 Tage | Fjodor Jurtschichin (K) Jack Fischer (BI) |                                                                                           |                          | - Ankunft von drei Mitgliedern der Expeditionen 51 und 52 |
| 88 Sojus MS-05 Start: 28. Juli 2017 Zeit angedockt: 138 Tage | Sergei Rjasanski (K) Randolph Bresnik (BI) Paolo Nespoli (BI) |                                                                                           |                          | - Ankunft von drei Mitgliedern der Expeditionen 52 und 53 |
| 89 Sojus MS-06 Start: 12. September 2017 Zeit angedockt: 167 Tage | Alexander Missurkin (K) Mark Vande Hei (BI) Joe Acaba (BI) |                                                                                           |                          | - Ankunft von drei Mitgliedern der Expeditionen 53 und 54 |
| 90 Sojus MS-07 Start: 17. Dezember 2017 Zeit angedockt: 166 Tage | Anton Schkaplerow (K) Norishige Kanai (BI) Scott Tingle (BI) |                                                                                           |                          | - Ankunft von drei Mitgliedern der Expeditionen 54 und 55 |
| 91 Sojus MS-08 Start: 21. März 2018 Zeit angedockt: 194 Tage | Oleg Artemjew (K) Drew Feustel (BI) Richard Arnold (BI) |                                                                                           |                          | - Ankunft von drei Mitgliedern der Expeditionen 55 und 56 |
| 92 Sojus MS-09 Start: 6. Juni 2018 Zeit angedockt: 194 Tage | Sergei Prokopjew (K) Alexander Gerst (BI) Serena Auñón (BI) |                                                                                           |                          | - Ankunft von drei Mitgliedern der Expeditionen 56 und 57 |
| 93 Sojus MS-10 Start: 11. Oktober 2018 | Alexei Owtschinin (K) Nick Hague (BI) |                                                                                           |                          | - Startabbruch nach einem Problem bei der ersten Stufentrennung - erfolgreiche Notlandung |
| 94 Sojus MS-11 Start: 3. Dezember 2018 Zeit angedockt: 203 Tage | Oleg Kononenko (K) David Saint-Jacques (BI) Anne McClain (BI) |                                                                                           |                          | - Ankunft von drei Mitgliedern der Expeditionen 57 bis 59 |
| 95 Sojus MS-12 Start: 14. März 2019 Zeit angedockt: 202 Tage | Alexei Owtschinin (K) Nick Hague (BI) Christina Koch (BI) |                                                                                           |                          | - Ankunft von zwei Mitgliedern der Expeditionen 59 und 60 sowie eines Mitglieds der Expeditionen 59 bis 61 |
| 96 Sojus MS-13 Start: 20. Juli 2019 Zeit angedockt: 200 Tage | Alexander Skworzow (K) Luca Parmitano (BI) Andrew R. Morgan (BI) |                                                                                           |                          | - Ankunft von zwei Mitgliedern der Expeditionen 60 und 61 sowie eines Mitglieds der Expeditionen 60 bis 62 |
| 97 Sojus MS-15 Start: 25. September 2019 Zeit angedockt: 204 Tage | Oleg Skripochka (K) Jessica Meir (BI) Hassa al-Mansuri | Hassa al-Mansuri, Oleg Skripotschka und Jessica Meir                                      |                          | - Ankunft von zwei Mitgliedern der Expeditionen 61 und 62 - einwöchiger Kurzaufenthalt von Hassa al-Mansuri |
| 98 Sojus MS-16 Start: 9. April 2020 Zeit angedockt: 195 Tage | Anatoli Iwanischin (K) Iwan Wagner (BI) Chris Cassidy (BI) | Chris Cassidy, Anatoli Iwanischin und Iwan Wagner                                         |                          | - Ankunft von drei Mitgliedern der Expeditionen 62 und 63 |
| 99 SpaceX Demo-2 Start: 30. Mai 2020 Zeit angedockt: 63 Tage | Douglas Hurley (CDR) Robert Behnken (JOC) | Douglas Hurley und Robert Behnken                                                         |                          | - Ankunft von zwei Mitgliedern der Expedition 63 - erster bemannter Flug der SpaceX Crew Dragon |
| 100 Sojus MS-17 Start: 14. Oktober 2020 Zeit angedockt: 184 Tage | Sergei Ryschikow (K) Sergei Kud-Swertschkow (BI) Kathleen Rubins (BI)                                                                                               | Sergei Kud-Swertschkow, Sergei Ryschikow, Kathleen Rubins                                 |                          | - Ankunft von drei Mitgliedern der Expedition 64 |
| 101 SpaceX Crew-1 Start: 16. November 2020 Zeit angedockt: 165 Tage | Michael Hopkins (CDR) Victor Glover (P) Shannon Walker (MS) Sōichi Noguchi (MS)                                                                                     | Shannon Walker, Victor Glover, Michael Hopkins und Sōichi Noguchi                         |                          | - Ankunft von vier Mitgliedern der Expedition 64 |
| 102 Sojus MS-18 Start: 9. April 2021 Zeit angedockt: 190 Tage | Oleg Nowizki (K) Pjotr Dubrow (BI) Mark Vande Hei (BI) | Mark Vande Hei, Oleg Nowizki und Peter Dubrow                                             |                          | - Ankunft von einem Mitglied der Expedition 65 - Ankunft von zwei Mitgliedern der Expeditionen 65 und 66 |
| 103 SpaceX Crew-2 Start: 23. April 2021 Zeit angedockt: 199 Tage | Shane Kimbrough (CDR) Megan McArthur (P) Akihiko Hoshide (MS) Thomas Pesquet (MS)                                                                                   | v. l. n. r.: Megan McArthur, Thomas Pesquet, Akihiko Hoshide, Shane Kimbrough             |                          | - Ankunft von vier Mitgliedern der Expedition 65 |
| 104 Sojus MS-19 Start: 5. Oktober 2021 Zeit angedockt: 175 Tage | Anton Schkaplerow (K) Julija Peressild Klim Schipenko | Kim Schipenko, Julija Peressild, Anton Schkaplerow                                        |                          | - Ankunft von einem Mitglied der Expedition 66 - Ankunft von zwei Kurzzeitbesuchern für einen Filmdreh |
| 105 SpaceX Crew-3 Start: 11. November 2021 Zeit angedockt: 174 Tage | Raja Chari (CDR) Thomas Marshburn (P) Matthias Maurer (MS) Kayla Barron (MS)                                                                                        | Raja Chari, Thomas Marshburn, Matthias Maurer, Kayla Barron                               |                          | - Ankunft von vier Mitgliedern der Expedition 66 |
| 106 Sojus MS-20 Start: 8. Dezember 2021 Zeit angedockt: 11 Tage | Alexander Missurkin (K) Yusaku Maezawa Yozo Hirano | Yusaku Maezawa, Alexander Missurkin, Yozo Hirano                                          |                          | - 11-tägiger Kurzaufenthalt |
| 107 Sojus MS-21 Start: 18. März 2022 Zeit angedockt: 194 Tage | Oleg Artemjew (K) Denis Matwejew (BI) Sergei Korsakow (BI) | Denis Matwejew, Oleg Artemjew und Sergei Korsakow                                         |                          | - Ankunft von drei Mitgliedern der Expedition 67 |
| 108 Ax-1 Start: 8. April 2022 Zeit angedockt: 13 Tage | Michael Lopez-Alegria (CDR) Larry Connor (P) Mark Pathy (MS) Eytan Stibbe (MS)                                                                                      | Larry Connor, Eytan Stibbe, Mark Pathy (hinten v. l. n. r.), Michael Lopez-Alegria (vorn) |                          | - zweiwöchiger Kurzaufenthalt - erste rein private ISS-Mission |
| 109 SpaceX Crew-4 Start: 27. April 2022 Zeit angedockt: 169 Tage | Kjell Lindgren (CDR) Bob Hines (P) Samantha Cristoforetti (MS) Jessica Watkins (MS)                                                                                 | Bob Hines, Samantha Cristoforetti, Jessica Watkins, Kjell Lindgren                        |                          | - Ankunft von vier Mitgliedern der Expedition 67 |
| 110 Sojus MS-22 Start: 21. September 2022 Zeit angedockt: 187 Tage | Sergei Prokopjew (K) Dmitri Petelin (BI) Francisco Rubio (BI) | Francisco Rubio, Sergei Prokopjew, Dmitri Petelin                                         |                          | - Ankunft von drei Mitgliedern der Expedition 68, die wegen eines Defekts am Raumfahrzeug auch an der Expedition 69 teilnahmen |
| 111 SpaceX Crew-5 Start: 5. Oktober 2022 Zeit angedockt: 155 Tage | Nicole Mann (CDR) Josh Cassada (P) Kōichi Wakata (MS) Anna Kikina (MS)                                                                                              | Anna Kikina, Josh Cassada, Nicole Mann, Kōichi Wakata                                     |                          | - Ankunft von vier Mitgliedern der Expedition 68 |
| 112 Sojus MS-23 Start: 24. Februar 2023 Zeit angedockt: 213 Tage | unbemannter Start |                                                                                           |                          | - Rückflug mit der Besatzung der defekten Sojus MS-22 |
| 113 SpaceX Crew-6 Start: 2. März 2023 Zeit angedockt: 184 Tage | Stephen Bowen (CDR) Warren Hoburg (P) Andrej Fedjajew (MS) Sultan al-Nejadi (MS)                                                                                    | Sultan al-Nejadi, Warren Hoburg, Stephen Bowen, Andrej Fedjajew                           |                          | - Ankunft von vier Mitgliedern der Expedition 69 |
| 114 Ax-2 Start: 21. Mai 2023 Zeit angedockt: 8 Tage | Peggy Whitson (CDR) John Shoffner (P) Rayyanah Barnawi (MS) Ali Alqarni (MS)                                                                                        | Peggy Whitson, John Shoffner, Ali Alqarni, Rayyanah Barnawi                               |                          | - 8-tägiger Kurzaufenthalt |
| 115 SpaceX Crew-7 Start: 26. August 2023 Zeit angedockt: 192 Tage | Jasmin Moghbeli (CDR) Andreas Mogensen (P) Satoshi Furukawa (MS) Konstantin Borissow (MS)                                                                           | Konstantin Borissow, Andreas Mogensen, Jasmin Moghbeli, Satoshi Furukawa                  |                          | - Ankunft von vier Mitgliedern der Expedition 70 |
| 116 Sojus MS-24 Start: 15. September 2023 Zeit angedockt: 203 Tage | Oleg Kononenko (K) Nikolai Tschub (BI) Loral O’Hara (BI) | Loral O’Hara, Oleg Kononenko, Nikolai Tschub                                              |                          | - Ankunft eines Mitgliedes der Expedition 70 und von zwei Mitgliedern der Expeditionen 70 und 71 |
| 117 Ax-3 Start: 18. Januar 2024 Zeit angedockt: 18 Tage | Michael López-Alegría (CDR) Walter Villadei (P) Marcus Wandt (MS) Alper Gezeravcı (MS)                                                                              | Michael López-Alegría, Walter Villadei, Alper Gezeravcı, Marcus Wandt                     |                          | - 18-tägiger Kurzaufenthalt |
| 118 SpaceX Crew-8 Start: 4. März 2024 Zeit angedockt: 232 Tage | Matthew Dominick (CDR) Michael Barratt (P) Jeanette Epps (MS) Alexander Grebenkin (MS)                                                                              | Alexander Grebenkin, Michael Barratt, Matthew Dominick, Jeanette Epps                     |                          | - Ankunft von vier Mitgliedern der Expedition 71 |
| 119 Sojus MS-25 Start: 23. März 2024 Zeit angedockt: 181 Tage | Oleg Nowizki (K) Maryna Wassileuskaja (BI) Tracy Caldwell Dyson (BI)                                                                                                | Tracy Caldwell Dyson, Oleg Nowizki, Maryna Wassileuskaja                                  |                          | - Ankunft eines Mitglieds der Expedition 71 und zweier Kurzzeitbesucher |
| 120 Boe-CFT Start: 5. Juni 2024 Zeit angedockt: 92 Tage | Barry Wilmore (CDR) Sunita Williams (P) | Barry Wilmore, Sunita Williams                                                            |                          | - erster bemannter Flug des CST-100 Starliner - Aufenthalt war für eine Woche geplant, wurde wegen Problemen am Raumschiff auf zehn Monate verlängert |
| 121 Sojus MS-26 Start: 11. September 2024 Zeit angedockt: 220 Tage | Alexei Owtschinin (K) Iwan Wagner (BI) Donald Pettit (BI) | Alexei Owtschinin, Alexei Owtschinin und Donald Pettit                                    |                          | - Ankunft von drei Mitgliedern der Expedition 72 |
| 122 SpaceX Crew-9 Start: 26. September 2024 Zeit angedockt: 169 Tage | Nick Hague (CDR) Alexander Gorbunow (MS) | Nick Hague, Alexander Gorbunow                                                            |                          | - Ankunft von zwei Mitgliedern der Expedition 72 |
| 123 SpaceX Crew-10 Start: 14. März 2025 Zeit angedockt: 147 Tage | Anne McClain (CDR) Nichole Ayers (P) Takuya Ōnishi (MS) Kirill Peskow (MS)                                                                                          | Nichole Ayers, Kirill Peskow, Anne McClain und Takuya Ōnishi                              |                          | - Ankunft von vier Mitgliedern der Expedition 73 |
| 125 Ax-4 Start: 25. Juni 2025 Zeit angedockt: 18 Tage | Peggy Whitson (CDR) Shubhanshu Shukla (P) Sławosz Uznański (MS) Tibor Kapu (MS)                                                                                     | Sławosz Uznański-Wiśniewski, Peggy Whitson, Tibor Kapu und Shubhanshu Shukla              |                          | - 18-tägiger Kurzaufenthalt |
| Laufende Missionen | |                                                                                           |                          | |
| 124 Sojus MS-27 Start: 8. April 2025 Zeit angedockt: 131 Tage | Sergei Ryschikow (K) Alexei Subrizki (BI) Jonny Kim (BI) | Jonny Kim, Sergei Ryschikow und Alexei Subrizki                                           |                          | - Ankunft von drei Mitgliedern der Expedition 73 |
| 126 SpaceX Crew-11 Start: 1. August 2025 Zeit angedockt: 15 Tage | Zena Cardman (CDR) Michael Fincke (P) Kimiya Yui (MS) Oleg Platonow (MS)                                                                                            | Oleg Platonow, Michael Fincke, Kimiya Yui und Zena Cardman                                |                          | - Ankunft von vier Mitgliedern der Expeditionen 73 und 74 |
| Nächste geplante Missionen | |                                                                                           |                          | |
| 127 Sojus MS-28 Start: 27. November 2025 (in 102 Tagen) | Sergei Kud-Swertschkow (K) Sergej Mikaew (BI) Christopher Williams (BI)                                                                                             | Christopher Williams, Sergei Kud-Swertschkow und Sergej Mikaew                            |                          | - Ankunft von drei Mitgliedern der Expedition 74 |
| 128 SpaceX Crew-12 Start: 1. Quartal 2026 | 1–2 Astronauten Sophie Adenot (MS) Oleg Artemjew (MS) |                                                                                           |                          | - Ankunft von drei oder vier Mitgliedern der Expeditionen 74 und 75 |
| 129 Sojus MS-29 Start: 15. Juni 2026 (in 302 Tagen) | Pjotr Dubrow (K) Anna Kikina (BI) Anil Menon (BI) |                                                                                           |                          | - Ankunft von drei Mitgliedern der Expedition 75 |

Erklärung der Abkürzungen: CDR, K – Kommandant; P – Pilot; BI – Bordingenieur; MS – Missionsspezialist; JOC – joint operations commander